# Campionato britannico di Formula 2 1972
La stagione 1972 della Formula 2 britannica (John Player British F2 Championship) fu disputata su 5 gare. La serie venne vinta dal pilota austriaco Niki Lauda su March-Ford. Fu l'ultima stagione di questo campionato anche se alla metà degli anni novanta il campionato britannico di F3000 venne ribattezzato Formula 2.

## La pre-stagione

### Calendario
| Gara | Nome                                   | Circuito                            | Giri  | Lunghezza            | Data         | Note |
| ---- | -------------------------------------- | ----------------------------------- | ----- | -------------------- | ------------ | --- |
| 1    |                                        | Circuito di Mallory Park            | 50+50 | 100x2,173=217,300 km | 12 marzo     | Gara su due manche da 20 giri ciascuna. La gara è valida anche come prova del Campionato europeo.                          |
| 2    |                                        | Circuito di Oulton Park             | 40    | 40x4,443=177,72 km   | 31 marzo     | |
| 3    | B.A.R.C. "200" J.Rindt Memorial Trophy | Circuito di Thruxton                | 28+50 | 78x3,791=295,898 km  | 3 aprile     | Gara con due batterie di semifinale da 28 giri più finale da 50. La gara è valida anche come prova del Campionato europeo. |
| 4    | Greater London Trophy                  | Circuito del Crystal Palace, Londra | 45+50 | 95x 2.238=212.61 km  | 29 maggio    | Gara con due batterie di semifinale da 45 giri più finale da 50. La gara è valida anche come prova del Campionato europeo. |
| 5    |                                        | Circuito di Oulton Park             | 40    | 40x4,426=177,04 km   | 16 settembre | |

- Tutte le gare sono disputate nel Regno Unito.

## Risultati e classifiche

### Risultati
| Gara | Circuito       | Tempo     | Velocità     | Pole position                | GPV                                               | Vincitore       | Vettura               |
| ---- | -------------- | --------- | ------------ | ---------------------------- | ------------------------------------------------- | --------------- | --------------------- |
| 1    | Mallory        | 1'14:32.8 |              | Ronnie Peterson              | Ronnie Peterson                                   | Dave Morgan     | Brabham-Ford          |
| 2    | Oulton         | 1'12.34.0 |              | David Purley                 | Tim Schenken                                      | Niki Lauda      | March-Ford            |
| 3    | Thruxton       | 1'00:19.5 |              | Ronnie Peterson              | Ronnie Peterson                                   | Ronnie Peterson | March-Ford            |
| 4    | Crystal Palace | 41:32.4   | 161,55 km/h  | John Surtees François Cevert | Mike Hailwood                                     | Jody Scheckter  | McLaren-Ford Cosworth |
| 5    | Oulton         | 59:09.2   | 179,573 km/h | Ronnie Peterson              | Ronnie Peterson Niki Lauda John Watson James Hunt | Ronnie Peterson | March-Ford            |

### Classifica Piloti
I punti sono assegnati secondo la regola presente:
| Gara 1–4 | Punti | 9  | 6  | 4 | 3 | 2 | 1 |
| Gara 5   | Punti | 18 | 12 | 8 | 6 | 4 | 2 |

| Pos  | Pilota                | MAL | OUL1 | BARC | GRT | OUL2 | Punti |
| ---- | --------------------- | --- | ---- | ---- | --- | ---- | ----- |
| 1    | Niki Lauda            | 2   | 1    | 3    | NQ  | 2    | 31    |
| 2    | Ronnie Peterson       | Rit |      | 1    |     | 1    | 27    |
| 3    | Dave Morgan           | 1   | 4    | Rit  | NQ  | 6    | 14    |
| 4    | Jody Scheckter        | 4   | Rit  | Rit  | 1   | Rit  | 12    |
| 5    | Gerry Birrell         |     | 2    | Rit  | NQ  | 5    | 10    |
| 6    | François Cevert       |     |      | 2    | 5   |      | 8     |
| 6    | Mike Hailwood         | 5   |      | NP   | 2   |      | 8     |
| 8    | Carlos Reutemann      | 3   |      | NP   | 3   |      | 8     |
| 9    | James Hunt            |     |      |      |     | 3    | 8     |
| 10   | Richard Scott         | 7   | Rit  | Rit  | Rit | 4    | 6     |
| 11   | Tim Schenken          |     | 3    | NP   |     | Rit  | 4     |
| 12   | Patrick del Bo        |     |      | 4    |     |      | 3     |
| 12   | Vic Elford            |     |      |      | 4   |      | 3     |
| 14   | John Wingfield        | Rit | 5    | NP   | NQ  | Rit  | 2     |
| 14   | Claudio Francisci     |     |      | 5    |     |      | 2     |
| 16   | David Purley          | 8   | 6    | Rit  | Rit | Rit  | 1     |
| 16   | Xavier Perrot         | 6   |      |      |     |      | 1     |
| 16   | Jean-Pierre Beltoise  |     |      |      | 6   |      | 1     |
| 19   | Roger Williamson      |     | Rit  |      |     | 7    | 0     |
| 19   | Patrick Depailler     |     |      |      | 7   |      | 0     |
| 21   | Adrian Wilkins        | NP  |      | NP   |     | 8    | 0     |
| 21   | Jochen Mass           |     |      |      | 8   |      | 0     |
| 23   | Wilson Fittipaldi     | 9   |      | NP   | NQ  |      | 0     |
| 23   | Silvio Moser          |     |      |      | 9   |      | 0     |
| 23   | Andy Sutcliffe        |     |      |      |     | 9    | 0     |
| 26   | Brett Lunger          | 10  | Rit  | NP   | NQ  | Rit  | 0     |
| 26   | Bob Wollek            | Rit |      |      | 10  |      | 0     |
|      | Graham Hill           |     |      | Rit  | NQ  | NC   | -     |
|      | Jean-Pierre Jabouille | Rit |      |      |     |      | -     |
|      | Tom Belsø             | Rit | Rit  | Rit  | NQ  | Rit  | -     |
|      | Cyd Williams          | Rit |      |      |     |      | -     |
|      | Hiroshi Kazato        | Rit | Rit  | NP   | NQ  |      | -     |
|      | Peter Westbury        | Rit |      | Rit  | NP  |      | -     |
|      | Dick Barker           | Rit | Rit  |      | NQ  |      | -     |
|      | Peter Gethin          | SQ  |      | Rit  |     | Rit  | -     |
|      | Mike Beuttler         | NP  |      | NP   | Rit |      | -     |
|      | John Surtees          |     | Rit  | Rit  | NQ  | Rit  | -     |
|      | Bert Hawthorne        |     |      | Rit  |     |      | -     |
|      | Jean-Pierre Jaussaud  |     |      | Rit  | Rit |      | -     |
|      | Jean-Pierre Jarier    |     |      | Rit  |     |      | -     |
|      | Lian Duarte           |     |      | Rit  |     |      | -     |
|      | Carlos Pace           |     |      | Rit  |     |      | -     |
|      | John Watson           |     |      |      | Rit | Rit  | -     |
|      | Claude Bougoignie     |     |      |      | NQ  | Rit  | -     |
|      | Vern Schuppan         |     |      |      |     | Rit  | -     |
|      | Andrea De Adamich     |     |      |      | NP  |      | -     |
|      | Henri Pescarolo       |     |      | NP   | NQ  |      | -     |
|      | Tetsu Izukawa         | NQ  |      |      |     |      | -     |
|      | John Burton           | NQ  |      | NP   |     |      | -     |
|      | Roland Binder         |     |      |      | NQ  |      | -     |
|      | Tom Walkinshaw        |     |      |      | NQ  |      | -     |
|      | Carlos Reusch         |     |      |      | NQ  |      | -     |
|      | José Dolhem           |     |      |      | NQ  |      | -     |
|      | Giancarlo Gagliardi   |     |      |      | NQ  |      | -     |
|      | Adam Potocki          |     |      |      | NQ  |      | -     |
|      | Johnny Calvert        |     |      |      |     | NQ   | -     |
|      | Chris Meek            |     |      |      |     | NQ   | -     |
| Pos. | Pilota                | MAL | OUL1 | BARC | GRT | OUL2 | Punti |

| Colore  | Risultati                                                         |
| ------- | ----------------------------------------------------------------- |
| Oro     | Vincitore                                                         |
| Argento | 2º posto                                                          |
| Bronzo  | 3º posto                                                          |
| Verde   | Finita, a punti                                                   |
| Blu     | Finita, senza punti Finita, non classificato (NC)                 |
| Viola   | Non finita (Rit)                                                  |
| Rosso   | Non qualificato (NQ) Non pre-qualificato (NPQ)                    |
| Nero    | Squalificato (SQ)                                                 |
| Bianco  | Non partito (NP)                                                  |
| Celeste | Disputa solo le prove (SP)                                        |
| Celeste | Iscritto alle prove libere - Terzo pilota (TP) - dal 2003 al 2006 |
| Vuoto   | Non prende parte alle prove (NPR)                                 |
| Vuoto   | Iscritto ma non presente, non arrivato (NA)                       |
| Vuoto   | Ritirato prima dell'evento (WD)                                   |
| Vuoto   | Infortunato (INF)                                                 |
| Vuoto   | Escluso (ES)                                                      |
| Vuoto   | Gara cancellata (C)                                               |